# Adra (ort)
Adra är en ort i Indien.   Den ligger i distriktet Puruliya och delstaten Västbengalen, i den östra delen av landet, 1 100 km sydost om huvudstaden New Delhi. Adra ligger 191 meter över havet och antalet invånare är 22 159.
Terrängen runt Adra är platt. Runt Adra är det tätbefolkat, med 476 invånare per kvadratkilometer. Närmaste större samhälle är Lakhyabad, 18,9 km norr om Adra. Trakten runt Adra består till största delen av jordbruksmark.